# 草绿唐纳雀
草绿唐纳雀（学名：Chlorornis riefferii），是雀形目唐纳雀科的一种鸟类，属于单型的草绿唐纳雀属（学名：Chlorornis）。
草绿唐纳雀体重约53克，翼长约10.69厘米，喙宽度约6.7毫米，喙厚度约9.2毫米，嘴峰长约20.4毫米，跗蹠长约29.3毫米，尾长约87.2毫米。
草绿唐纳雀是留鸟，栖息在森林，它们是杂食性动物，主要以植物的果实为食。

## 亚种
- C. r. riefferii，分布在哥伦比亚和厄瓜多尔的安第斯山脉山区。
- C. r. dilutus，分布在秘鲁北部。
- C. r. elegans，分布在秘鲁中部。
- C. r. celatus，分布在秘鲁极东南部。
- C. r. bolivianus，分布在玻利维亚西部。[4]